# تنظيم الآيكيدو في فرنسا
تنظيم الأيكيدو في فرنسا. (بالفرنسية: Organisation de l'aïkido en France)، في فرنسا يمارس الأيكيدو سواء داخل الأندية المنتسبة إلى إحدى الإتحاديتين الرياضية معتمدة، الفيدرالية الفرنسية للأيكيدو و االبودو، و الفيدرالية الفرنسية للأيكيدو، أيكي بودو و الألفة. وفي النوادي أو الجمعيات المستقلة الهيكل الاتحادي، التي يمكنها أن ترتبط بمدرسة أو اتجاه، معظم الأندية تأسست بموجب قانون الجمعيات لعام 1901. فيما يتعلق بإصدار الشهادات وشهادات التدريس، الفيدرالية الفرنسية للأيكيدو والبودو و الففيدرالية الفرنسية أيكيدو، أيكي بودو، والألفة اجتمعا في كيان واحد، اتحاد الاتحادات أيكيدو.
هذا التنظيم ناتج على حد سواء عن تاريخ خاص للأيكيدو في فرنسا، وعن المتطلبات التنظيمية للسلطات الشعبية الفرنسية.
من حيث التاريخ، الأيكيدو مورس لأول مرة ضمن الإتحادية الفرنسية للجودو والتخصصات المرتبطة، الذي قُسم إلى قسمين، موضحا عدم وجود انتظام قانونا، لفديراليتين معتمدتين إلى انظباظ واحد. هذه الخطوة من فرنسا من عديد من الخبراء. أصبحت مرجعيات التقنيات من طلابها، وقد أدى ذلك إلى تعدد المدارس والتيارات، البعض لم يجد مكانه في الاثنين من الاتحاديتين الكبيرتين. قانونا، نصوص خاصة تنظم منح درجة (الدرجات دان) وشهادات المعلم معترف بها من قبل الدولة. تعيين هذه النصوص قد ينظر للشروط وطرائق الاستعراض كما تتعارض مع العملية التقليدية للمدارس (ريو).
ولذلك، الدولة لا تعترف كشهادات معتمدة سوى الشهادات الممنوحة من قبل الاتحاد الأوروبي (باستثناء الشهادة التي تمنحها الاتحادات الدولية)، وعلى العكس، الاتحادات الدولية لا تعترف بهذه الدرجات.